# 吉斯克里夫
吉斯克里夫（法語：Guiscriff，法語發音：[ɡiskʁif]）是法国莫尔比昂省的一个市镇，属于蓬蒂维区。

## 地理
吉斯克里夫（48°3'0"N, 3°38'43"W）面积85.46 平方千米，位于法国布列塔尼大區莫尔比昂省，该省份为法国西北部沿海省份，位于布列塔尼半岛，北起阿摩尔滨海省、西接菲尼斯泰尔省，南濒大西洋，东南接大西洋卢瓦尔省，东临伊勒-维莱讷省。
与吉斯克里夫接壤的市镇（或旧市镇、城区）包括：古兰、勒桑、勒法韦特、朗韦内让、凯里安、圣蒂里安、斯凯尔、鲁杜阿莱克。
吉斯克里夫的时区为UTC+01:00、UTC+02:00（夏令时）。

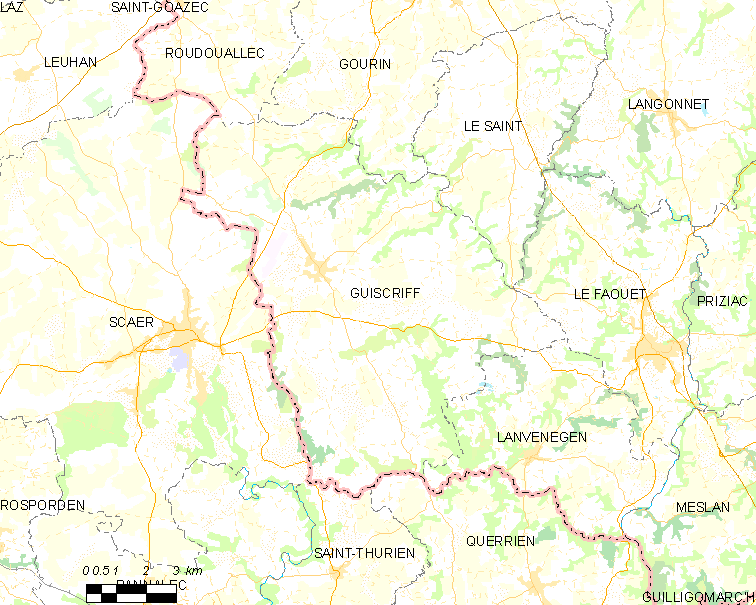
吉斯克里夫的OSM定位图

## 行政
吉斯克里夫的邮政编码为56560，INSEE市镇编码为56081。

## 政治
吉斯克里夫所属的省级选区为古兰县。

## 人口

吉斯克里夫1962-2008年间人口变化图示

吉斯克里夫于2022年1月1日时的人口数量为2053人。